# Domenico Guaccero
Pour les articles homonymes, voir Guaccero.
Domenico Guaccero (né le 11 avril 1927 à Palo del Colle et mort le 24 avril 1984 à Rome) est un compositeur italien.

## Biographie
Membre éminent de la Nouvelle musique italienne des années 1960 et 1970, il avait étudié la composition auprès du conservatoire de l'Académie Sainte-Cécile à Rome sous la direction de Barbara Giuranna et de Goffredo Petrassi, en obtenant son diplôme en 1956.